# Книжный магазин Пиотровских
Книжный магазин Пиотровских — первый в Перми специальный книжный магазин, открытый Юзефом Юлиановичем и Ольгой Платоновной Пиотровскими.

## История
Впервые здание упоминается 8 июня 1873 года, когда был составлен документ о представлении от наследника коллежского секретаря Александра Григорьевича Костарева плана строительства дома на пересечении Покровской (Ленина) и Сибирской улиц. В 1876 году дом упоминается как принадлежащий владельцу мясоперерабатывающего завода, купцу второй гильдии, Валерию Антоновичу Ковальскому, который в этом же здании держал свой магазин.
В том же 1876 году 11 января в угловой части здания открылся большой книжный магазин — первый такой магазин на Урале. Магазин имел большой ассортимент книг по многим отраслям знаний, периодическую литературу и новинки книжной продукции, а также репродукции картин. Магазин пользовался большим успехом, и в нём всегда было много посетителей. Владельцами магазина являлись О. П. Петровская и её муж, поляк Раймунд Юзеф Юлианович Пиотровский (1840—1923) из старинного дворянского рода Корвин-Пиотровских, который был отправлен в ссылку за участие в восстании 1863 года. После амнистии 1870 г. Пиотровский проживал сначала в Томске, а потом в Вятке, где работал в типографии А. А. Красовского. Красовский с 1859 года держал библиотеку, в которой были запрещённые книги А. И. Герцена, В. Г. Белинского, Н. Г. Чернышевского, К. Маркса и Ф. Энгельса. После ареста Красовского Юзеф Пиотровский при помощи жены и друзей сумел ночью на лошадях вывезти все книги из Вятки в Пермь, и эта коллекция книг положила начало книжному магазину. Магазин принадлежал Пиотровским до 1919 года, когда перешёл в руки их воспитанника Николая Ивановича Аммосова.

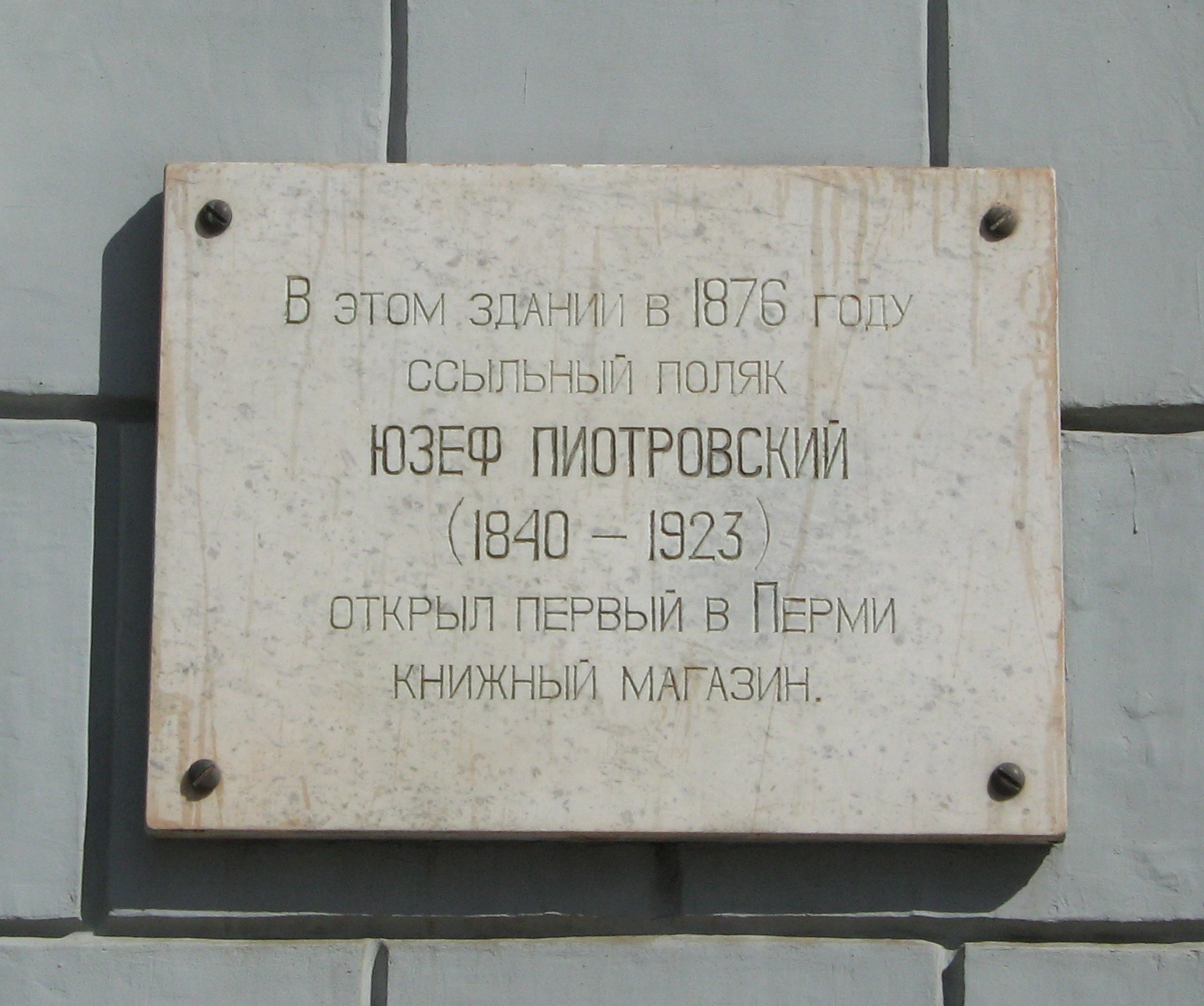
Мемориальная доска на здании

Второй этаж здания с 1897 года занимало отделение управления Министерства земледелия, а в 1911—1919 годах — музыкальная школа Э. Э. Петерсен. На первом этаже размещались различные лавки, магазины и парикмахерская.
В советский период дом был надстроен двумя дополнительными этажами, и в нём разместился известный всей Перми Центральный гастроном. На фасаде здания установлена мемориальная доска в память о Юзефе Пиотровском.